# Sappeurhelm
Der Sappeurhelm, auch „Sappenhelm“, „Mineurhelm“, französisch „Pot èn tète“, englisch „Sappers helmet“ oder „Siege helmet“, ist ein Helm, der für die Militäreinheit der Sappeure hergestellt wurde.

## Beschreibung
Die Sappeurhelme sind besonders entwickelte Helme für Sappeure, denen bereits in mittelalterlicher Zeit die Aufgabe zufiel, Mauern und Wehranlagen zu unterhöhlen.
Da diese bei ihren Arbeiten, die in späteren Zeiten darin bestanden, Schützengräben und Stellungen auszuheben, sehr nah an den Frontbereich heranmussten und daher im Feuerbereich der feindlichen Soldaten arbeiteten, wurden die Rüstungen und Helme extrem stabil und schwer gebaut.
Die Sappeurhelme und die dazugehörigen Brustpanzer (Sappeurpanzer) sind meist aus Eisen geschmiedet und haben im Vergleich zu anderen Rüstungen und Panzern ein sehr hohes Gewicht. Ein Helm dieses Typs wiegt bis etwa 10 kg, die Brustpanzer bis über 18 kg (Vorderteil). Bei manchen Versionen wurden sehr große Stirn- und Nackenschilde angebracht, die gegen herunterfallende Steine und Erde schützen sollten. Um deren Stabilität und Schutzwirkung zu demonstrieren, wurden die Helme und Brustpanzer mit einer Muskete beschossen, das heißt, dass auf die Rüstungsteile ein Schuss abgegeben wurde. Die Delle, die durch den Schuss entstand, wurde auf dem Gegenstand belassen und diente so als Qualitätsmerkmal. Die Beschussspuren sind auf Helmen und Brustpanzern noch heute zu sehen.
Die letzten Rüstungen für Sappeure wurden im Ersten Weltkrieg hergestellt und in den Grabenkämpfen benutzt. Zu Helm und Brustpanzer gab es noch eine schwere Maske, die alternativ auch ohne den Helm getragen wurde. Der Helm bestand aus einer Mischung von Helm und Maske (siehe Weblinks). In den verschiedenen Ländern wurden unterschiedliche Typen von Gesamtrüstungen entwickelt, die aus Helm, Brustpanzer und auch Beinschienen (Japan) bestanden. Unterschiedliche Helmentwürfe und Versuchstypen gehörten ebenfalls dazu (siehe Weblinks).